# ElringKlinger
Die ElringKlinger AG ist ein deutscher Konzern mit Sitz im baden-württembergischen Dettingen an der Erms, der als Automobilzulieferer tätig ist.
Das Unternehmen bietet Lösungen für sowohl Verbrennungsmotoren als auch Hybrid- oder Elektroantriebe an. Zu den Produkten zählen Zylinderkopf- und Spezialdichtungen, Kunststoff-Leichtbauteile sowie Abschirmteile für Motor, Getriebe, Abgassystem und Unterboden. Im Geschäftsbereich Elektromobilität werden Komponenten und Systeme der Brennstoffzellen- und Batterientechnologie angeboten. Ergänzt wird das Portfolio durch Produkte aus dem Hochleistungskunststoff PTFE – auch für Branchen außerhalb der Automobilindustrie. Das Unternehmen ist zudem Weltmarktführer im Segment Zylinderkopfdichtungen.

## Geschichte
Im Jahr 1879 gründete Paul Lechler in Stuttgart ein Handelsunternehmen für Dichtungen und technische Produkte. Das Unternehmen begann ab 1914 Dichtungen selbst zu produzieren. In den Jahren 1964 und 1965 wurde der Sitz nach Dettingen an der Erms verlagert. Richard Klinger gründete bereits im Jahr 1885 in Wien eine Konstruktionswerkstatt und fertigte ab 1930 ebenfalls Zylinderkopfdichtungen.
Ab 1971 begann das Unternehmen seine Internationalisierung durch eine erste Beteiligung in Spanien. Im folgenden Jahr wurden die Fertigungsstandorte in Bietigheim-Bissingen und Langenzenn gegründet.
Im Jahr 1994 entstand aus dem Automobilbereich der Richard Klinger GmbH und der Elring GmbH die ElringKlinger GmbH mit Sitz in Dettingen. Am 30. Oktober 2000 verschmolz die ElringKlinger GmbH mit der Muttergesellschaft ZWL Grundbesitz- und Beteiligungs-AG und hieß fortan ElringKlinger AG. Die ElringKlinger AG ist seit 21. Januar 2002 an der Börse in Frankfurt und Stuttgart notiert. Am 13. November 2003 wurde ElringKlinger in den SDAX aufgenommen und stieg am 4. März 2009 in den MDAX auf. Die Deutsche Börse hat in der Sitzung vom 3. März 2016 über Veränderungen in der Zusammensetzung ihrer Aktienindizes entschieden, dass die Aktie der ElringKlinger AG mit Wirkung zum 21. März 2016 wieder im SDAX geführt wird, aus dem sie zum 24. September 2018 ausschied.
Zum 27. Oktober 2009 erwarb ElringKlinger den im türkischen Bursa ansässigen Automobilzulieferer Ompaş, um in den türkischen Markt einzutreten.
Am 11. Mai 2011 folgte der Zukauf des in der Schweiz ansässigen Abgasspezialisten Hug Gruppe. Zum 12. September 2011 erwarb die ElringKlinger AG 90 Prozent am Formen- und Werkzeugbauer Hummel-Formen aus Lenningen. Hug wurde 2018 an Faurecia veräußert.
Am 3. Januar 2012 kaufte ElringKlinger den Metallgehäusehersteller ThaWa GmbH mit Sitz in Thale, Sachsen-Anhalt. Das japanische Joint Venture ElringKlinger Marusan Corporation mit seinen Tochtergesellschaften wurde zum 31. Dezember 2013 aufgrund einer vertraglichen Vereinbarung über die Kontrollausübung voll konsolidiert.
Im Juli 2014 übernahm die ElringKlinger AG 75 Prozent der new enerday GmbH mit Sitz in Neubrandenburg, Deutschland. Im Oktober 2014 übernahm die ElringKlinger Kunststofftechnik GmbH sämtliche Anteile der Polytetra GmbH, die Fluorpolymere und klassische Hochleistungskunststoffe verarbeitet.
Im Februar 2015 kaufte ElringKlinger den US-Automobilzulieferer M&W Manufacturing Co. (Michigan) und baute damit seine Marktposition bei Getriebesteuerplatten für Automatikgetriebe in Nordamerika und weltweit stark aus.
Im Oktober 2016 schloss ElringKlinger eine strategische Partnerschaft mit dem Engineering Unternehmen hofer AG und beteiligte sich zudem mit 53 Prozent an der Tochtergesellschaft hofer powertrain products GmbH. Durch den Anteilserwerb profitierte ElringKlinger von der Innovationskraft des Entwicklers für Systeme im Antriebsstrang bei der Entwicklung und Herstellung von alternativen Antriebstechnologien für Hybrid- oder reine Elektrofahrzeuge.
Am 9. Mai 2018 wurde vom deutschen Start-Up Sono Motors die Vergabe eines Großauftrags für die Entwicklung und Fertigung eines Batteriesystems für das angekündigte Solarfahrzeug Sion verkündet. Das Gesamtvolumen beläuft sich auf mehrere Hundert Millionen Euro über eine Laufzeit von acht Jahren.

## Geschäftsbereiche
ElringKlinger ist mit seinen Ersatzteilen in mehr als 140 Ländern präsent. Weltweit sind ca. 10.000 Mitarbeiter an über 50 Standorten für das Unternehmen beschäftigt.
In den folgenden Geschäftsbereichen ist der Konzern dabei tätig:
- Zylinderkopfdichtungen
- Dichtsysteme
- Kunststoffmodule und Kunststoff-Leichtbauteile
- Akustische und thermische Abschirmteile
- Ersatzteile
- Batterietechnologie
- PEM-Brennstoffzellen (Der Geschäftsbereich wurde am 1. März 2021 in die EKPO Fuel Cell Technologies GmbH (Anteil ElringKlinger 60 % und Plastic Omnium 40 %) ausgegliedert)
- Electric Drive Unit
- PTFE-Komponenten
- Dienstleistungen für die Motorenentwicklung
- Werkzeugtechnologie

## Gesellschaften der ElringKlinger-Gruppe

### National
- 100 % Gedächtnisstiftung Karl Müller Belegschaftshilfe GmbH
- 92,86 % Elring Klinger Motortechnik GmbH
- 96 % ElringKlinger Logistic Service GmbH
- 77,5 % ElringKlinger Kunststofftechnik GmbH
- 77,5 % Polytetra GmbH / DE (100% Tochtergesellschaft der ElringKlinger Kunststofftechnik)
- 100 % KOCHWERK Catering GmbH
- 28,89 % hofer AG
- 53 % hofer powertrain products GmbH / DE (Tochtergesellschaft der hofer AG)
- 60 % EKPO Fuel Cell Technologies GmbH[10]
- 10 % Aerostack GmbH[11]

### International
- 100 % ElringKlinger Abschirmtechnik (Schweiz) AG
- 100 % Elring Klinger (Great Britain) Ltd.
- 100 % Elring Parts Ltd.
- 100 % ElringKlinger Italia Srl
- 100 % ElringKlinger Meillor SAS
- 100 % HURO Supermold S. R. L.
- 100 % Technik-Park Heliport Kft.
- 100 % ElringKlinger Hungary Kft.
- 100 % Elring Klinger, S.A.U.
- 100 % ElringKlinger TR Otomotiv Sanayi ve Ticaret A.Ş.
- 100% ElringKlinger Fuelcell Systems Austria GmbH
- 100 % ElringKlinger Canada, Inc.
- 100 % ElringKlinger Manufacturing Indiana, Inc.
- 100 % ElringKlinger Automotive Manufacturing, Inc.
- 100 % ElringKlinger Silicon Valley, Inc.
- 100 % ElringKlinger USA, Inc.
- 100 % Elring Klinger México, S.A. de C.V.
- 100 % EKASER, S.A. de C.V.
- 100 % Elring Klinger do Brasil Ltda.
- 100 % Elring Klinger South Africa (Pty) Ltd.
- 100 % ElringKlinger Automotive Components (India) Pvt. Ltd.
- 100 % ElringKlinger China, Ltd.
- 100 % ElringKlinger Chongqing Ltd.
- 77,5 % ElringKlinger Engineered Plastics (Qingdao) Commercial Co. / CN (100% Tochtergesellschaft der ElringKlinger Kunststofftechnik)
- 77,5 % ElringKlinger Engineered Plastics North America, Inc. / US (100% Tochtergesellschaft der ElringKlinger Kunststofftechnik)
- 100 % ElringKlinger Korea
- 100 % Taiyo Jushi Kakoh Co., Ltd. / JP (Tochtergesellschaft der ElringKlinger Marusan Corporation)
- 50 % PT. ElringKlinger Indonesia / ID (100% Tochtergesellschaft der ElringKlinger Marusan Corporation)
- 50 % ElringKlinger (Thailand) Co., Ltd. / TH (100% Tochtergesellschaft der ElringKlinger Marusan Corporation)
- 88 % Changchun ElringKlinger Ltd.
- 53% hofer powertrain products UK Ltd. / UK (Tochtergesellschaft der hofer AG)
- 50 % ElringKlinger Marusan Corporation
- 46,9 % Marusan Kogyo Co., Ltd.

## Aktionärsstruktur
(Stand: 31. Dezember 2022):
- Nachlass Familie Lechler – 52,04 %
- Streubesitz – 47,96 %